# Annabelle
Annabelle (v anglickém originále Annabelle) je americký hororový film z roku 2014. Film byl do kin oficiálně uveden 3. října 2014 a vydělal přes 256 milionů dolarů. Režie snímku se ujal John R. Leonetti a scénáře Gary Dauberman. 

## Děj filmu
Film je inspirován příběhem panenky jménem Annabelle, který vyprávěl Ed a Lorraine Warren.Hlavní role hrají Annabelle Wallis, Ward Horton a Alfre Woodard. Celý příběh začíná událostí, když John Form najde pro svou nastávající manželku Miu dokonalý dárek - starou panenku oděnou do sněhobílých svatebních šatů. Ovšem Miina radost z Annabelle nemá dlouhého trvání. Jedné noci vtrhnou do jejich domu vyznavači satanského kultu a napadnou mladý pár. Prolitá krev a hrůza nejsou to jediné, co za sebou zanechávají. Vyznavači vyvolali bytost tak zlovolnou, že nic z toho, co udělali, nelze zdaleka srovnávat se zlem, kterým je nyní Annabelle posedlá.

## Obsazení
| Annabelle Wallis  | Mia Form                     |
| Ward Horton       | John Form                    |
| Tony Amendola     | otec Perez                   |
| Alfre Woodard     | Evelyn                       |
| Kerry O'Malley    | Sharon Higgins               |
| Brian Howe        | Pete Higgins                 |
| Eric Ladin        | detektiv Clarkin             |
| Ivar Brogger      | Dr. Burgher                  |
| Gabriel Bateman   | Robert                       |
| Geoff Wehner      | soused                       |
| Shiloh Nelson     | Nancy                        |
| Keira Daniels     | Annabelle Higgins v 7 letech |
| Robin Pearson     | matka                        |
| Camden Singer     | Clark                        |
| Morganna May      | Debbie                       |
| Sasha Sheldon     | zdravotní sestra             |
| Christopher Shaw  | Fuller                       |
| Israel Baldecañas | démon                        |

## Produkce
Film je spin-off filmu V zajetí démonů. V říjnu bylo oznámeno, že Annabelle Wallis a Ward Horton si zahrají hlavní role, později v měsíci byli oznámeni Eric Ladinn Brian Howie a Alfre Woodward. Natáčení začalo 27. ledna 2014 v Covině.

## Přijetí
Film vydělal přes 84 milionů dolarů v Severní Americe a přes 172 milionů dolarů v ostatních oblastech, celkově 256,9 milionů dolarů po celém světě. Rozpočet filmu činil 6,5 milionů dolarů. V Severní Americe byl oficiálně uveden do 3 185 kin 3. října 2014. Za první den vydělal 15,4 milionů dolarů. Za první víkend docílil druhé nejvyšší návštěvnosti, kdy vydělal 37,1 milionů dolarů. Na první místě se umístil film Zmizelá, který získal 37,5 milionů dolarů.

## Zajímavosti
- Některá bulvární média spekulují bez důkazů (zpravidla v souvislosti s propagací filmu) o tom, že příběh mohl mít reálný základ v 70. letech 20. století.[4][5]
- Reálná panenka Annabelle vypadá oproti filmu odlišně, ve skutečnosti vypadá spíše nevinně.
- Panenka je stále umístěna v Okultním muzeu v Monroe, které založili manželé Warrenovi.